# Senorbì
Senorbì is een gemeente in de Italiaanse provincie Zuid-Sardinië (regio Sardinië) en telt 4455 inwoners (31-12-2004). De oppervlakte bedraagt 34,4 km², de bevolkingsdichtheid is 130 inwoners per km².
De volgende frazioni maken deel uit van de gemeente: Arixi e Sisini.

## Demografie
Senorbì telt ongeveer 1580 huishoudens. Het aantal inwoners steeg in de periode 1991-2001 met 4,5% volgens cijfers uit de tienjaarlijkse volkstellingen van ISTAT.
| Jaar | Inwoneraantal |
| ---- | ------------- |
| 1991 | 4228          |
| 2001 | 4419          |

## Geografie
De gemeente ligt op ongeveer 204 m boven zeeniveau.
Senorbì grenst aan de volgende gemeenten: Ortacesus, San Basilio, Sant'Andrea Frius, Selegas, Siurgus Donigala, Suelli.